# Pentaglottis
Pentaglottis es un género de fanerógamas perteneciente a la familia Boraginaceae. Comprende dos especies.

## Taxonomía
El género fue descrito por Ignaz Friedrich Tausch y publicado en Flora 12: 643. 1829.

## Especies
- Pentaglottis sempervirens
- Pentaglottis suberifolia